# 中野区立令和小学校
中野区立令和小学校（なかのくりつれいわしょうがっこう）は、東京都中野区新井4丁目にある公立小学校。

## 概要
中野区立上高田小学校と中野区立新井小学校の統合により開校。校名の由来は、元号の『令和』に込められた「人々が美しく心を寄せ合う中で、文化が生まれ育つ」という意味に因み、「子どもたちが保護者らに見守られながら、共に手をとりあって健康に育ってほしいとの思いとともに、令和の始まりとともに統合される2校の伝統や校風の上に新しい文化を築いてほしい」という願いから。

## 沿革

### 略歴
中野区立令和小学校は、2013年（平成25年）3月に策定した「中野区立小中学校再編計画(第2次)」に基づき、中野区立上高田小学校と中野区立新井小学校との統合により開校した。校舎は、旧新井小学校校舎を建て替えたものであり、工事期間中は、旧上高田小学校の校舎を使用していた。

### 年表
- 2020年（令和2年）4月6日 - 上高田5丁目に開校[6]。同日、第1回入学式挙行。ただし、新型コロナウイルス感染拡大の影響で、式は体育館ではなく、校庭で行われた。
- 2021年（令和3年）3月24日 - 第1回卒業式挙行。
- 2022年（令和4年）4月1日 - 新井4丁目に移転[7]。

## 通学区域
- 中野区[8]
  - 上高田二丁目1番(旧水路の北側)、2番、3番(旧水路の北側)、4～39番、40番(旧水路の北側)、41～58番
  - 上高田三丁目3～41番
  - 上高田四丁目30番、31番、37～48番
  - 上高田五丁目全域
  - 新井一丁目2番(18号から24号まで、25号(私道の北側))、4～43番
  - 新井三丁目1～8番
  - 新井四丁目全域
  - 新井五丁目全域
  - 沼袋一丁目1～14番
  - 松が丘一丁目1～31番
  - 松が丘二丁目1～9番

## 進学先中学校
- 中野区立第五中学校[8]

## アクセス
- 西武鉄道新宿線新井薬師前駅（南口）から、徒歩約5分（最短ルート移動した場合）。
- JR東日本中央本線（快速線・緩行線）・東京メトロ東西線中野駅から京王バス「中91」「中92」あるいは関東バス「中27」「中41」の系統に乗車し、「令和小学校」バス停下車。なお、「新井小学校」閉校後もバス停名（「新井小学校」バス停）としては存続していたが、2022年9月15日より「令和小学校」に改称[9]。